# Ćurlovac
Ćurlovac est un village croate de la municipalité de Veliko Trojstvo et située dans le comitat de Bjelovar-Bilogora.